# سفارت ترکیه در پکن
سفارت ترکیه در پکن (به لاتین: Embassy of Turkey) یک سفارت در چین است که در پکن واقع شده‌است.